# Die Glocke
50°37′43″N 16°29′39″Ø / 50.628704°N 16.494244°Ø
Die Glocke (tysk for "Klokken") er navnet på en påstået hemmelig nazistisk genstand, der skulle være udviklet som et hemmeligt våben og et såkaldt "wunderwaffe". Teorien om "Die Glocke" er udviklet af den polske journalist og forfatter Igor Witkowski i skriftet Prawda o Wunderwaffe (2000) ("Sandheden om vidundervåbnet"), der senere blev udbredt af journalist og forfatter Nick Cook og forfatteren Joseph P. Farrell og andre, der knytter projektet sammen med nazistisk okkultisme, anti-tyngdekraft og ideer om evighedsmaskiner.
Emnet er de senere år blevet meget populært blandt sammensværgelsesteoretikere, og flere mere eller mindre fantastiske påstande uden faktuel grobund er blevet fremsat igennem de sidste år. Traditionelle forskere og historikere udtrykker dyb skepsis om, hvorvidt et sådant projekt nogensinde har eksisteret.

## Historie
Igor Witkowski er den første, der kom med påstanden om, at der havde eksisteret et tophemmeligt naziprojekt direkte udviklet af SS, kendt som "Die Glocke". Han præsenterede dette i sin bog; Prawda O Wunderwaffe, (Sandheden om supervåbenet -2000-), i hvilken han referer til projektet som "Nazi-klokken". Teorien om "Die Glocke" blev udbredt, da den britiske forfatter og tidligere journalist fra "Janes Information Group", Nick Cook, tog emnet op i sin bog; The hunt for Zero point. Interessen voksede, og Witkowski´s bog blev oversat til engelsk i 2003 under titlen The truth about the Wunderwaffe. Yderligere spekulationer har været nævnt i andre bøger af bl.a. Joseph P. Farrell, Jim Marrs og Henry Stevens.
I et avisinterview i midten af 50'erne fortalte den tyske ingeniør, George Klein, at han arbejdede på en prototype af en "flyvende tallerken" i 1945. Han fortalte også, at det nazistiske regime, med SS i spidsen, ødelagde alle beviser på opfindelsen, så den ikke skulle falde i Sovjetunionens hænder.
Die Glocke er blevet populært science fiction-materiale, og store fantastiske proklamationer så som "Haunebu" ufo´erne og supervåben er på flere private hjemmesider blevet påstået som faktuelle, dog alle uden nogen form for dokumentation eller konkrete oplysninger, og må derfor tilskrives fri fantasi.

## Hævdede fakta
Witkowski påstår, at have sine oplysninger fra det polske hemmelige politi, hvor en af hans bekendte (som han ikke vil opgive navnet på) efter sigende har ladet ham se nogle dokumenter omkring projektet. Ifølge disse dokumenter, der således ikke er offentliggjort, og hvis eksistens alene hviler på Witkowskis påstande, skulle følgende være fakta om "Die Glocke":
Die Glocke projektet var en serie eksperimenter, der blev udført i Det tredje rige af Shutzstaffel SS i et underjordisk anlæg kaldet "Der Riese", på dansk "Kæmpen". Der Riese ligger i nærheden af byen Ludwikowice, tæt ved den tjekkiske grænse i og omkring Wenceslaus-minen.
Selve "Die Glocke" er beskrevet som værende af en form for metal, ca. 3 meter i diameter, og 4 – 5 meter høj. Den skulle efter påstanden indeholde to roterende cylindre, der kører i modsatte retninger, som indeholder et materiale kaldet "Xerum 525". Når Die Glocke blev aktiveret, ville den give et violet lys fra sig. Xerum 525 er muligvis et ekstrem sjælden kviksølvsart. Den krævede enorme mængder elektricitet for at blive "tændt", og når den var tændt, udsendte den ekstreme høje mængder stråling. Strålingen var så voldsom, at flere teknikere døde som følge deraf, samt testobjekter, så som planter og dyr, efter kort tids udsættelse for strålerne blev omdannet til en sort organisk mudder.
Igor Witkowski har haft "Die Glocke" som hobby i 20 år, og er blandt andet blevet interwievet i Discovery programmet, "Nazi Ufo Conspiracy".

## Hegnet
Hegnet er en betegnelse for en stor cementkonstruktion umiddelbart nær "Der Riese" anlægget. Det har slående lighed med de konstruktioner, hvori man tester helikoptere. I 2007 blev der udført tests af konstruktionen og dette viste en overraskende høj akkumulering af isotoper i jernskelettet under cementen.[kilde mangler] Dette kan kun forekomme ved en ualmindelig høj udladning af neutroner,[kilde mangler] hvilket igen kan bekræfte teorien om, at Die Glocke muligvis kunne være en ionstorm generator.

## Teorier
Der er ingen tvivl om, at nazisterne udviklede våben i minerne kendt som "Der Riese".[kilde mangler] Op mod krigens slutning foregik næsten al teknologisk våbenudvikling i underjordiske laboratorier,[kilde mangler] og Der Riese bærer stort præg af at være netop sådan et anlæg.[kilde mangler] Anlægget er i dag oversvømmet med vand, men man har fundet et rum, der ikke er adgang til.[kilde mangler] Tilhængere af teorien tror, at det kan være her "Die Glocke" har været testet.
På grund af den mekanisme, der påstås at være inde i "Die Glocke", har der været tanker om, at det kan have været en såkaldt "anti-tyngdekraft" maskine. Den nærliggende dæmning har kunne producere de enorme mængder elektricitet det hævdes at have krævet. Om der blev arbejdet på løft via ionstorm, eller der er tale om en decideret "flyvende maskine", er blot gætterier.
En af de mere vilde teorier er, at Die Glocke var beregnet til at skabe et såkaldt torsionsfelt, som hævdes at kunne bøje Universet, og man dermed kan rejse igennem tid. Tilhængere af teorien påpeger, at Nazityskland arbejdede på radikale projekter, og Hitler selv udtalte, at der blev forsket i "wunderwaffen" (vidundervåben), der ville ændre krigens gang.

## Efterspil
Hvis Die Glocke nogensinde har eksisteret, er det uvist, hvad der er blevet af den, og hvad den var beregnet til. Igor Witkowski og andre tilhængere af teorien har ikke præciseret, om det var en ny form for bombe, eller et flyvemaskineprojekt. Dog er der et underligt sammentræf med et UFO tilfælde i USA, i Keckburg, Pennsylvania, hvor flere så et flyvende objekt der lignede et ahorn, eller "klokke".[kilde mangler] Dette har fodret myten om, at Die Glocke var en Nazi UFO prototype, som USA efter krigen slutning transporterede hjem og efterfølgende brugte til forsøg .

## Andre fiktive påstande
De helt vilde påstande går ud på, at Die Glocke var en motor til en af de såkaldte fiktive Haunebu Nazi UFO´er. Haunebu Ufo´er er afsløret som forfalskninger, ligesom de fotos der hører med til historierne også er forfalskninger. Andre teorier går ud på, at Hitler havde en base på månen, og andre teorier hævder, at Nazisterne lever under jorden på arktiske baser på sydpolen kaldet "Neu Schwabenland".. Der er også teorier, der tilknytter Die Glocke til fiktive loger i Nazityskland som "Black Dawn" og "Vril kulten".

## Afslutningsvis
Die Glocke er lidt af et mysterium, og der vides alt for lidt om den til at man kan bekræfte, at den overhovedet har eksisteret. Alle facts bygger på mundtlige overleveringer og papirer, der ikke er blevet udleveret.
Den store ophobning af isotoper i konstruktionen "Hegnet" er de eneste konkrete beviser[kilde mangler] for at der har været en speciel aktivitet omkring "Der Riese" anlægget.